# Uli Hoeneß
Uli Hoeneß (Ulm, 1952. január 5. –) korábbi német világ- (1974) és Európa-bajnok (1972) labdarúgó, az NSZK válogatottjában 35 alkalommal szerepelt. Játékos pályafutásának java részét a Bayern Münchenben töltötte. Későbbiekben pedig a klub elnöke lett.

## Pályafutása

### Klubcsapatokban
Pályafutását a VfB Ulm és a TSG Ulm 1846 utánpótláscsapataiban kezdte. Tizennyolc éves korában a Bayern München akkori edzője, Udo Lattek invitálására került a bajor klubhoz, 1970-ben. Első szezonjában 31 mérkőzés alatt 6 alkalommal volt eredményes, csapata pedig a második helyen végzett a Borussia Mönchengladbach mögött. A Bayernben eltöltött nyolc és fél éve meglehetősen sikeresen zárult. Háromszor nyerték meg a Bundesligát, egyszer a német kupát. Az 1973–74-es BEK döntője pályafutása egyik legjobban zárult mérkőzése volt, ugyanis két góllal járult hozzá az Atlético de Madrid 4–0-s legyőzéséhez. Az 1974–75-ös BEK döntőben a Leeds United ellen térdsérülést szenvedett, amiből már többé nem épült fel teljesen.
1978-ban az 1. FC Nürnberg csapatához került kölcsönbe, azt remélve itt több játéklehetőséget kap majd, de sérült térde nem gyógyult meg és mindössze 27 évesen kénytelen volt befejezni pályafutását. A német első osztályban összesen 250 alkalommal játszott és 86 gólt szerzett.
Miután visszavonult nem sokkal később kinevezték a Bayern München kereskedelmi igazgatójává. Irányítása alatt a Bayern megnyerte a bajnokok ligáját, az UEFA és Interkontinentális kupát, tizenötször a Bundesligát és 7 alkalommal a német kupát. Érkezése előtt összesen volt 7 rangos címe a klubnak.
Vezetése alatt a klub pénzügyileg is megerősödött. 2000 és 2005 között 340 millió € értékben megépült az Allianz Arena, ami ma már a Bayern és az 1860 München hivatalos otthona illetve a 2006-os világbajnokság egyik helyszíne volt.

### A válogatottban
1972. március 29-én mutatkozott be az NSZK válogatottjában egy Magyarország elleni barátságos mérkőzés alkalmával, ami 2–0-s német győzelemmel végződött. Tagja volt az 1972-es Európa-bajnokságon győztes válogatottnak, rá két évre pedig világbajnoki címet szerzett az NSZK-ban rendezett 1974-es világbajnokságon. A döntőben már az első percben szabálytalanságot követett el Johann Cruyff-fal szemben és a játékvezető büntetőt ítélt a hollandok javára. Azonban sikerült megfordítaniuk a mérkőzést és megnyerni 2–1 arányban.
Részt vett még az 1976-os Eb-n, ahol az NSZK tizenegyespárbaj után vereséget szenvedett Csehszlovákia ellen a döntőben. Hoeneß kihagyta a sajátját, miután a keresztlécet találta el a labdával.

## Sikerei, díjai
Bayern München
Bundesliga
- Győztes: 1971–72, 1972–73, 1973–74

DFB-Pokal
- Győztes: 1970–71

BEK
- Győztes: 1973–74, 1974–75, 1975–76

Interkontinentális kupa
- Győztes: 1976

NSZK
Európa-bajnokság
- Győztes: 1972
- Második hely: 1976

Világbajnokság
- Győztes: 1974

## Adóügye
Miután önfeljelentést tett saját maga ellen első fokon három és fél év börtönre ítélték adóelkerülés miatt, amiért nem fellebbezett. A Bayern München elnöki posztjáról lemondott. Börtönbüntetését 2014. június 2-ától 2016. február 29-ig töltötte.